# Центральний регіон (Португалія)
Центра́льний регіо́н, або регіо́н Це́нтр (порт. Região Centro) — регіон у Португалії. Європейська статистична територіальна одиниця 2-го рівня (NUTS 2). Код — PT16. Один із 5-ти регіонів макрорегіону Континентальна Португалія.  Поділяється на субрегіони: . Охоплює 100 муніципалітетів на території округів Коїмбра, Каштелу-Бранку, Лейрія, більшій частині округів Авейру, Візеу, Гуарда, а також третині округу Сантарен. На півночі межує з Північним регіоном, на сході — з Іспанією, на півдні — з Лісабонським регіоном і регіном Алентежу; на заході омивається водами Атлантичного океану. Площа — 28 405 км² (31% від площі країни, 32% від площі континентальної Португалії). Населення — 2 327 580 ос. (2011, 22% від загальної кількості мешканців країни); густота населення — 81,94 осіб/км²
. Найбільші міста — Коїмбра, Авейру, Гуарда, Каштелу-Бранку, Візеу, Лейрія. Також — Центра́льна Португа́лія.

## Субрегіони
- Байшу-Мондегу
- Нижня Вога
- Бейра-Інтеріор-Норте
- Бейра-Інтеріор-Сул
- Кова-да-Бейра
- Дан-Лафойнш
- Медіу-Тежу
- Оеште
- Піньял-Интериор-Норте
- Піньял-Интериор-Сул
- Піньял-Літорал
- Серра-да-Ештрела